# 武井武

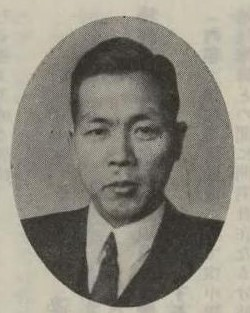
武井武

武井 武（たけい たけし、1899年〈明治32年〉7月15日 - 1992年〈平成4年〉3月12日）は、電気化学者。東京工業大学名誉教授、慶應義塾大学名誉教授。元電気化学協会会長。理学博士（東北帝国大学、1932年）。埼玉県北足立郡与野町（現・さいたま市中央区）生まれ。

## 来歴・人物
- 「フェライトの父」と呼ばれる。フェライトは、東京工業大学の加藤与五郎博士と武井武博士の研究により、世界に先駆けて発見された複合酸化物で、磁性材料として幅広く利用されている。1930年（昭和5年）、武井は亜鉛と鉄の複合酸化物が強い磁気を帯びることを実験室にて偶然発見した。さらに研究を進めるうちに、高周波領域で従来材料よりもはるかに電気的損失の少ない磁性材料が得られることを発見したが、これがフェライトである。
- 現在のテープレコーダーやコンパクトカセット（ビデオカセット）、ビデオテープレコーダなどの磁性記録等多くの電子機器の基礎となっているフェライト理論や、新永久磁石の「OP磁石」（コバルトフェライト）の発明で国際的に評価された。この「OP磁石」は、本多光太郎の「KS磁石」や三島徳七の「MK磁石」と共に世界的に有名。1978年文化功労者。
- 1935年（昭和10年）、フェライトの事業化を目的として東京電気化学工業（現TDK）が設立され、加藤と武井の指導の下で世界初のフェライトコア「オキサイドコア」が製品化された。フェライトは、現在でも先端技術でイノベーションを起こし、新製品・新技術を生み出している。エレクトロニクスを根底から支える電子材料として、テレビ、ビデオ、ゲーム機、携帯電話を始めとする高速通信機器やハイブリッドカーなど、幅広い分野にわたって利用されている。このフェライトは1938年にフィリップス社に輸出され、1941年にフィリップス社はオランダ国内で特許を出願した。その後、1949年にフィリップス社は日本でも特許を出願し、1950年に認められた[注 1]。
- 1954年（昭和29年）から特許の無効を求めて東京電気化学は法廷で争った。
- 1956年（昭和31年）には東京電気化学の特許権は維持費用の未払いのため特許権が切れており、他社よりも優位に立ちたい同社はフィリップスと有利な条件で和解に至る[1][2]。
- 1990年（平成2年）、武井は功績を認められ、米国セラミックス協会から名誉会員に推挙された。
- 2009年（平成21年）10月、フェライトが社会や産業に与えた業績が評価され、IEEEマイルストーンに認定され、東京工業大学とTDKにマイルストーンの銘板が贈呈された[3][4]。

## 顕彰・栄典
- 1952年、藍綬褒章受章
- 1962年、粉体粉末冶金協会賞（功労賞）受賞
- 1964年5月、本多記念賞受賞[5]
- 1969年、福沢賞受賞
- 1970年、勲二等旭日重光章受章
- 1978年、文化功労者顕彰
- 1977年11月、与野市（現さいたま市）名誉市民顕彰[6]
- 1984年、第一回武井武賞受賞（第4回国際フェライト会議）
- 1990年、米国セラミックス協会名誉会員賞受賞

## 略歴
- 1899年7月15日:埼玉県与野町(現さいたま市)に生まれる。
- 1912年3月:埼玉師範附属小学校卒業。
- 1917年3月:浦和中学校卒業。
- 1917年4月:東京高等工業学校電気化学科入学。
- :師である加藤与五郎と出会う。同期生に、茅誠司、土光敏夫などがいた。
- 1920年4月:同校卒業後、東北電化株式会社入社。
- 1922年10月:東北電化株式会社解散のため退職。同年11月、関東亜鉛鍍金株式会社入社。
- 1924年2月:東北帝国大学入試のため退職。同年3月、陸軍工兵少尉として入営。
- 1924年4月:東北帝国大学部理学部化学科入学。
- 1927年3月：東北帝国大学理学部化学科卒業
- 1927年3月：東北帝国大学金属材料研究所助手
- 1929年4月：東京工業大学助教授
- 1932年2月：東北大学理学博士、「鐵-モリブデン-炭素合金の研究」。
- 1936年12月：東京工業大学教授
- 1948年6月：東京工業大学辞職
- 1952年5月：慶應義塾大学工学部教授
- 1961年：電気化学協会会長[7]
- 1969年3月：慶應義塾大学定年退職
- 1969年4月：慶應義塾大学名誉教授
- 1977年4月：東京工業大学名誉教授
- 1981年10月：財団法人加藤科学振興会より加藤記念賞を受賞。

## 家族
妻の万寿は大幸勇吉の娘。

## 著作等
- 『研究生活四十年』著者：武井武著、出版：武井武先生還暦記念会, 1962年刊